# T. N. Venkataramana

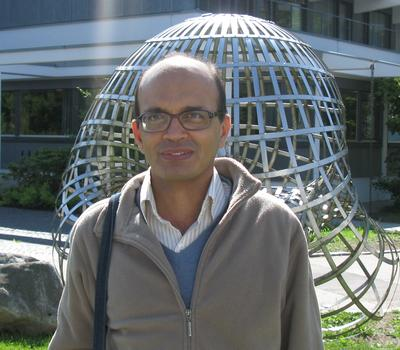
T. N. Venkataramana, Oberwolfach

Tyakal Nanjundiah Venkataramana, meist zitiert T. N. Venkataramana, (* 14. Februar 1958 in Bangalore) ist ein indischer Mathematiker.
Venkataramana studierte an der Universität Mysore mit dem Bachelor-Abschluss 1979 und wurde 1990 an der Universität Bombay promoviert. Er ist Professor am Tata Institute of Fundamental Research.
Er war unter anderem Gastwissenschaftler an der ETH Zürich, an der Universität Paris-Süd in Orsay, an der Yale University, der Cornell University, am Max-Planck-Institut für Mathematik, war 1988/89 Dickson Lecturer an der University of Chicago und am Institute for Advanced Study (2008) und am ICTP in Triest.
Er befasst sich mit algebraischen Gruppen und automorphen Formen und speziell mit arithmetischen Gruppen und ihren Kohomologiegruppen. Unter anderem erweiterte er die Untersuchungen von Grigori Alexandrowitsch Margulis über die Arithmetizität von Gittern höheren Rangs und Superstarrheitssätze auf positive Charakteristik, befasste sich mit Erzeugern arithmetischer Gruppen, trug zu Nicht-Verschwindungs-Sätzen in der Kohomologie arithmetischer Gruppen, Sätzen vom Lefschetz-Typ über Einschränkungen der Kohomologie auf lokal symmetrischen Räumen (Shimura-Varietäten) und zur Arithmetizität von Monodromiegruppen bei zyklischen Überlagerungen der projektiven Geraden bei.
2000 erhielt er den B. M. Birla Award und den ICTP Prize und 2001 die höchste indische Wissenschaftsauszeichnung, den Shanti-Swarup-Bhatnagar-Preis. 2012 wurde er Fellow der American Mathematical Society und er ist Fellow der Indian Academy of Sciences in Bangalore (2001) und der Indian National Science Academy (2003). 2010 war er eingeladener Sprecher auf dem Internationalen Mathematikerkongress in Hyderabad (Cohomology of arithmetic groups and representations).

## Schriften (Auswahl)
- On  superrigidity  and  Arithmeticity  of  lattices in  semisimple  groups  over  local  fields  of  arbitrary  characteristic, Invent. Math., Band 92, 1988, S. 255–306
- Image  of  Burau  representation  at d-th  roots of unity, Annals of Mathematics, Band  179, 2014, S. 1041–1083